# One31
One31 é um canal de televisão aberta tailandesa que faz parte da GMM Grammy. O canal oferece uma variedade de conteúdos, como drama, programas de variedades, concursos, notícias e programas de entretenimento.
O canal foi lançado em 1 de dezembro de 2011 com o nome 1-Sky One, com conteúdo e programas de televisão produzidos por empresas do GMM Grammy. Em 1 de abril de 2012, ele mudou seu nome para GMM Z Hitz.
Em 1 de novembro de 2012, o canal mudou seu nome para GMM One. Seu nome atual, One31, foi adotado em 2 de dezembro de 2015.

## Programas

### Séries
- 2Moons: The Series
- Boy For Rent
- Hormones: The Series
- My Ambulance
- The Gifted